# Nordkorea ved sommer-OL 1972
Nordkorea under sommer-OL 1972. 37 sportsudøvere fra Nordkorea deltog i ti sportsgrene under sommer-OL 1972 i München. Det var første gang at Nordkorea deltog i et sommer-OL. De kom på en 22. plads i medaljestatistikken med en guld-, en sølv- og tre bronzemedaljer.

## Medaljer
| 1972 München | Guld | Sølv | Bronze | Total |
| Nordkorea    | 1    | 1    | 3      | 5     |

## Medaljevinderne
| Nordkorea ved sommer-OL 1972 i München | Nordkorea ved sommer-OL 1972 i München | Nordkorea ved sommer-OL 1972 i München | Nordkorea ved sommer-OL 1972 i München |
| Medaljer                               | Udøver | Sport                                  | Øvelse                                 |
| -------------------------------------- | --- | -------------------------------------- | -------------------------------------- |
| Guld                                   | Li Ho-jun | Skydning                               | 50 meter riffel                        |
| Sølv                                   | Kim U-gil | Boksning                               | Letmellemvægt                          |
| Bronze                                 | Kim Gwong-hyong | Brydning                               | Fristil, mellemvægt                    |
| Bronze                                 | Kim Yong-ik | Judo                                   | Ledtvægt                               |
| Bronze                                 | Ri Chun-ok Kim Myong-suk Kim Jung-bok Kang Ok-sun Kim Un-ja Hwang Hye-suk Chang Ok-rim Paek Myong-suk Ryom Chun-ja Kim Su-dae Chong Ok-jin | Volleyball                             | Vollyball, damer                       |